# Yopen Wandikbo
Yopen Wandikbo (sinh ngày 13 tháng 5 năm 1984) là một cầu thủ bóng đá người Indonesia hiện tại thi đấu cho Persiwa Wamena ở Indonesia Super League.

## Thống kê sự nghiệp câu lạc bộ
Bản mẫu:Inc-results
Tính đến 7 tháng 6 năm 2012.
| Thành tích câu lạc bộ | Thành tích câu lạc bộ | Thành tích câu lạc bộ | Giải vô địch | Giải vô địch | Cúp             | Cúp             | Cúp Liên đoàn | Cúp Liên đoàn | Tổng cộng | Tổng cộng |
| Mùa giải              | Câu lạc bộ            | Giải vô địch          | Số trận      | Bàn thắng    | Số trận         | Bàn thắng       | Số trận       | Bàn thắng     | Số trận   | Bàn thắng |
| Indonesia             | Indonesia             | Indonesia             | Giải vô địch | Giải vô địch | Piala Indonesia | Piala Indonesia | Cúp Liên đoàn | Cúp Liên đoàn | Tổng cộng | Tổng cộng |
| --------------------- | --------------------- | --------------------- | ------------ | ------------ | --------------- | --------------- | ------------- | ------------- | --------- | --------- |
| 2011–12               | Persiwa Wamena        | Super League          | 6            | 0            | -               | -               | -             | -             | 6         | 0         |
| Tổng cộng             | Indonesia             | Indonesia             | 6            | 0            | -               | -               | -             | -             | 6         | 0         |
| Tổng cộng sự nghiệp   | Tổng cộng sự nghiệp   | Tổng cộng sự nghiệp   | 6            | 0            | -               | -               | -             | -             | 6         | 0         |